# Detroit Eagles
Los Detroit Eagles fueron un equipo de baloncesto que jugó en la National Basketball League (NBL), competición antecesora de la actual NBA, con sede en la ciudad de Detroit, Michigan. Fue fundado en 1938.

## Historia
La franquicia se creó en 1936 en Warren, Pensilvania, con la denominación de Warren Hyvis Oilers. El equipo, patrocinado por la Hyvis Oil Refinery, jugó una temporada en la Midwest Basketball Conference antes de cambiarse de nombre a Warren Penns. Los Penns participaron una temporada y media en la NBL (heredera de la MBC), pero su propietario Gerry Archibald lo trasladó rápidamente a Cleveland, pasando a denominarse White Horses debido a su nuevo patrocinador, White Horse Motors. En 1939 llegaron a Detroit, donde compitieron dos temporadas en la NBL.
Em ambas temporadas alcanzaron las semifinales, cayendo en 1940 ante los Akron Firestone, y al año siguiente ante los Sheboygan Red Skins, pero su mayor éxito fue ganar el World Professional Basketball Tournament ese mismo año ante los campeones de la NBL, los Oshkosh All-Stars, por 39-37, alcanzando la final nuevamente al año siguiente, en la que fueron derrotados por los All-Stars.
En 1941 se convirtieron en un equipo de exhibición, desapareciendo poco después debido a que la mayoría de sus jugadores fueron llamados para cumplir con el servicio militar.

### Trayectoria
Nota: G: Partidos ganados P:Partidos perdidos 
| Temporada                           | Liga | G  | P  | %    | Posición | División      | Play-offs          |
| ----------------------------------- | ---- | -- | -- | ---- | -------- | ------------- | ------------------ |
| Warren Hyvis Oilers                 |      |    |    |      |          |               |                    |
| 1937-38                             | MBC  | 8  | 6  | .571 | 3º       | División Este | No se clasificó    |
| Warren Penns/Cleveland White Horses |      |    |    |      |          |               |                    |
| 1937-38                             | NBL  | 3  | 9  | .250 | 5º       | División Este | No se clasificó    |
| 1938-39                             | NBL  | 14 | 14 | .500 | 3º       | División Este | No se clasificó    |
| Detroit Eagles                      |      |    |    |      |          |               |                    |
| 1939-40                             | NBL  | 17 | 10 | .630 | 2º       | División Este | Pierde Semifinales |
| 1940-41                             | NBL  | 12 | 12 | .500 | 3º       | Grupo único   | Pierde Semifinales |